# Индийская каулофрина
Индийская каулофрина, или пелагический мохнатый удильщик (лат. Caulophryne pelagica), — вид лучепёрых рыб из семейства каулофриновых. Является типовым видом рода каулофрин.

## Описание
Имеются удлинённые лучи не только на спинном и анальном, но также на грудных плавниках. Вокруг рта есть много светящихся, порой разветвляющихся усов. На голове есть бугорок, на котором расположен прямой иллиций. На иллиции нет светящейся приманки, что характерно для всех каулофрин.
Как и у других каулофрин, самцы во много раз меньше самок.

## Ареал
Распространены в восточной части Атлантического океана, Индо-Тихоокеанской области, восточной части Тихого океана и Южном океане.